# Pimelodus fur
Pimelodus fur är en fiskart som först beskrevs av Lütken, 1874.  Pimelodus fur ingår i släktet Pimelodus och familjen Pimelodidae. Inga underarter finns listade i Catalogue of Life.